# Alexandre (tio de Antíoco Híerax)
Alexandre foi um irmão de Laódice, esposa de Antíoco II Teos, e ajudou seu sobrinho Antíoco Híerax na luta contra seu irmão Seleuco II Calínico na disputa pelo reino selêucida.
Laódice, a primeira esposa de Antíoco II Teos, é citada como filha de Aqueu; pouco se sabe sobre quem foi este Aqueu, que, segundo alguns historiadores modernos, poderia ser filho de Seleuco I Nicátor.
Após a morte de Antíoco II Teos no terceiro ano da 133a olimpíada (246 a.C.), seu filho mais velho, Seleuco II Calínico, o sucedeu. Antíoco Híerax, seu outro filho com Laódice, se revoltou contra o irmão, e teve o apoio de Alexandre, irmão de Laódice, que controlava a cidade de Sárdis.